# Borussia Dortmund
El Borussia Dortmund, (oficialmente en alemán Ballspielverein Borussia 09 e.V. Dortmund, o Borussia Dortmund pronunciado /boˈʁʊsi̯a ˈdɔʁtmʊnt/ (escucharⓘ)  bajo la identidad corporativa Borussia Dortmund GmbH & Co. KGaA) abreviado como BVB es una entidad deportiva situada en Dortmund, en la región Rin-Ruhr del estado federado de Renania del Norte-Westfalia, Alemania. Fue fundada el 19 de diciembre de 1909 como un club de fútbol, actividad por la que es principalmente conocido y en la que llegó a situarse como el segundo equipo más laureado del país. Disputa la máxima categoría alemana, la Bundesliga, donde se ubica igualmente en la segunda posición histórica con ocho títulos, o cuarto atendiendo al cómputo global de los distintos campeonatos históricos.
Completa el palmarés con cinco Copas de Alemania y seis Supercopas a nivel nacional; y a nivel internacional ha sido campeón de la Recopa de Europa en 1966, siendo el primer club alemán en ganar un título internacional, la Liga de Campeones de la UEFA en 1997 (y subcampeón en 2013 y 2024), y la Copa Intercontinental en 1997. También resultó subcampeón de la Copa de la UEFA en 1993 y 2002, y de la Supercopa de Europa 1997. Es, además, uno de los quince equipos de Europa que ha disputado una final en las tres principales competiciones UEFA, y único club germano junto al FC Bayern de Múnich en consagrarse campeón del mundo por la FIFA.
Bajo su lema «Echte Liebe» (Amor Verdadero), «die borussen» son conocidos por su ferviente afición. Su estadio, el Signal Iduna Park (históricamente Westfalenstadion), cuenta con una capacidad de 81.365 espectadores (el de mayor aforo en Alemania), y está catalogado como estadio de máxima categoría por la UEFA, además de tener el promedio de asistencia más alto de todos los clubes de fútbol del mundo. Entre ellos se encuentra «the Yellow Wall» (el muro amarillo), en referencia al color del equipo y la apariencia que da la aglomeración de los aficionados en su pronunciada grada sur. A fecha de 2022 cuenta con más de 157 000 socios, únicamente superado en Alemania por el Fußball-Club Gelsenkirchen-Schalke y el FC Bayern de Múnich, sus principales rivales y con los cuales disputa «el derbi del Ruhr» y «Der Klassiker». Si bien por historia su enjundia es con el conjunto minero —una de las mayores rivalidades del fútbol alemán— con los bávaros llegó a disputar una final de la Liga de Campeones, candente en los años recientes por la supremacía del país.
En términos de la Football Money League anual de Deloitte, el Dortmund fue clasificado en 2015 como el segundo club deportivo más rico de Alemania y el duodécimo equipo de fútbol más rico del mundo. Además, bajo la dirección de Michael Zorc en la década de 2010, cultivó una buena reputación en detección y desarrollo de jóvenes talentos, por la cual se mantuvo enfocado en desarrollar un estructurado y próspero sistema de formación.

## Historia

### Fundación y primeros años

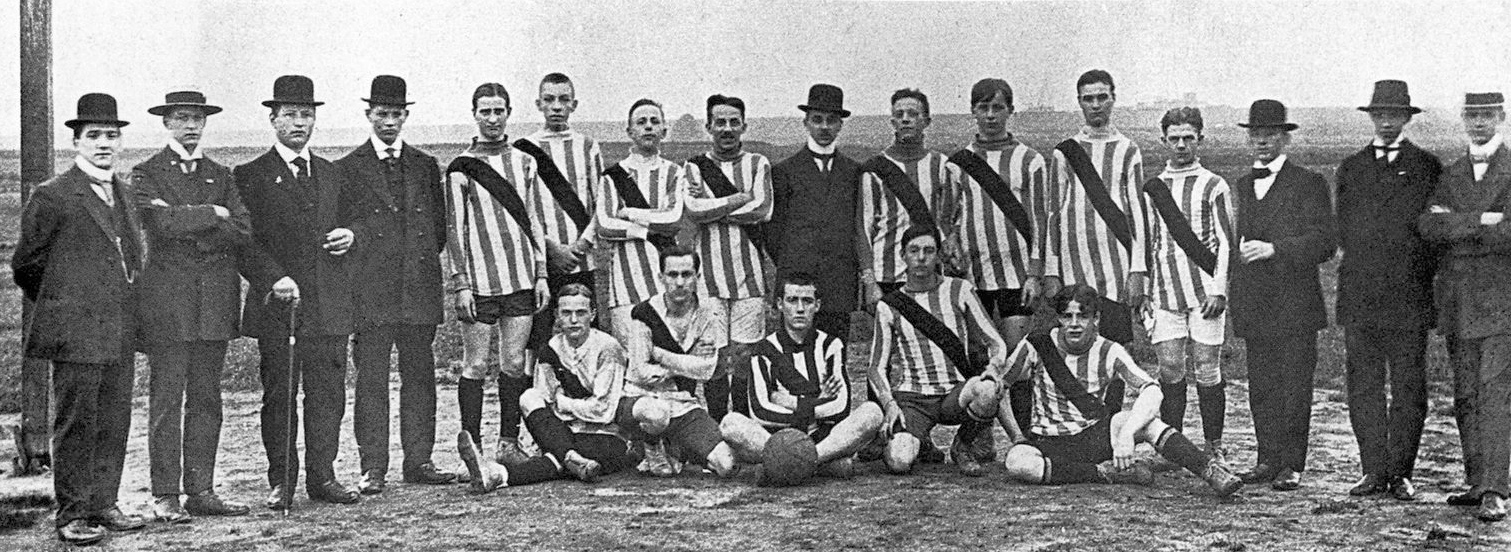
Borussia Dortmund en 1913.

El club se fundó el 19 de diciembre de 1909 por un grupo de jóvenes del equipo patrocinado por una parroquia católica, equipo llamado "Juventud de la Trinidad", donde se sentaron las bases para la fundación del nuevo club. Esta reunión tuvo lugar en una sala del restaurante de Dortmund llamado Zum Wildschütz.
Los fundadores fueron Franz y Paul Braun, Henry Cleve, Hans Debest, Paul Dziendzielle, Julius y Wilhelm Jacobi, Hans Kahn, Gustav Müller, Franz Risse, Fritz Schulte, Hans Siebold, August Tönnesmann, Heinrich y Robert Unger, Fritz Weber y Franz Wendt. El nombre del club, Borussia (en latín Prusia), se debe al nombre de una cerveza producida en Dortmund por una fábrica local. El equipo empezó jugando con camiseta a rayas verticales azul oscuro y blancas usualmente con una franja diagonal roja y pantaloneta negra. En 1913 adoptaron los colores amarillo y negro que se mantienen a día de hoy.

### Trayectoria histórica
La Regionalliga West fue la 2.ª categoría del fútbol alemán de 1963-1974. De 1973 a 2008 fue la tercera categoría del fútbol alemán por la creación de la 2. Bundesliga y desde 2008 pasó a ser la 4.ª categoría del fútbol alemán por la creación de la 3. Liga.

### Participación en laGauliga Westfalen
Con la llegada al poder del régimen Nazi el equipo fue incorporado a una de las recién creadas "gauligas", en este caso la de la región de Westfalia. Allí siempre se vio opacado por su eterno rival; el Schalke 04, que obtuvo todos los campeonatos que se disputaron hasta 1944.
Sus mejores resultados fueron un par de segundos lugares y terceros lugares, también tuvo algunas participaciones en los campeonatos nacionales pero ninguno con una destacada actuación. La Segunda Guerra Mundial tuvo en el club muy duras repercusiones ya que varios de sus jugadores y directivos fueron enviados a la guerra o secuestrados y asesinados por el régimen Nazi.

### Oberliga y primeros éxitos
Luego de la Segunda Guerra Mundial empezó un proceso de reconstrucción muy importante y a su vez comenzó a jugar en la recién creada Oberliga, en esta competición el Borussia se hizo con los campeonatos del año 1947, ganándole por primera vez en su historia al Schalke, en la final, 1948, 1949 y 1950 convirtiéndose así en el primer tetracampeón consecutivo de su zona, luego ganó el campeonato en los años 1953, 1956 y 1957, además fue subcampeón en dos oportunidades.
Esto le aseguró una constante participación en las rondas finales del campeonato Alemán, en la Oberliga los "Canarios" ocupan la primera clasificación en la tabla histórica.
En la primera final que disputó el club no pudo hacerse con el título nacional ya que cayó contra el Mannheim por 3 a 2.
Sus primeros dos campeonatos alemanes, los de 1956 y 1957, el Borussia los logró con exactamente la misma alineación de jugadores; en estos campeonatos que supusieron los primeros en la historia del club, le había ganado en la final al Karlsruher por 4 a 2 y al Hamburgo por 4 a 1. Este hecho es una ocasión singular en el fútbol alemán.
Fue el último campeón de Alemania antes de la fundación de la Bundesliga, cuando ganó la final del año 1963 al F.C. Colonia por 3 a 1, equipo que le había arrebatado la última Oberliga de la historia en la última jornada. Antes de esto había sido subcampeón en el año 1961.
En el año 1963 llega a la final de la Copa de Alemania pero pierde ante el Hamburgo por 3 a 0.
Gracias a estos y otros éxitos el club fue seleccionado para ser miembro fundador de la Bundesliga que se comenzó a disputar en 1963-64, a partir de la unificación de los antiguos campeonatos zonales u "Oberligas".

### Creación de la Bundesliga, el éxito internacional y recaída
El Dortmund fue admitido en la recién formada Bundesliga y en la primera temporada acabó en cuarta posición y su jugador Friedhelm "Timo" Konietzka convirtió el primer gol en la historia de la Bundesliga al marcarle al Werder Bremen en el primer partido de la historia de la competición, en ese mismo en la Copa de Europa el club llegó a las semifinales después de haberle ganado, entre otros equipos, al Benfica de Eusebio por 5 a 0 en Dortmund, siendo eliminados en semifinales por el Inter de Milán.
En la temporada 1964-65 ganó su primera Copa de Alemania al derrotar en la final al Alemannia Aachen en Hannover.
En la temporada 1965-66 el club iba a ser subcampeón de la Bundesliga por detrás del 1860 Múnich pero se iba a convertir en el primer equipo alemán en ganar una copa internacional, esta fue la Recopa de Europa del año 1965-66 en la que derrotó a Liverpool en la final disputada en el Hampden Park de Glasgow con gol en la prórroga de Reinhard Libuda. En las rondas anteriores desde octavos de final en adelante había eliminado al Atlético de Madrid, CSKA Sofía y al West Ham United.
Después de estas buenas actuaciones tanto local como internacionalmente el club iba a empezar a decaer en su rendimiento y sus mejores ubicaciones iban a ser el tercer lugar de 1966-67 y el quinto de 1969-70. Después de esto empezaría un momento de crisis en el club.

### Tiempos difíciles
El 3 de junio de 1972 se consuma el primer descenso en su historia desde que participa en la Bundesliga, después de caer por 2-0 contra el VfB Stuttgart de visitante. El club se halla después de esto en una grave crisis económica que fue una de las principales causas de los malos resultados y el posterior descenso.
En 1974 el club inauguró el Westfalenstadion, hoy Signal Iduna Park y en 1976, luego de 4 temporadas en segunda, ascendió a la Bundesliga nuevamente, pero no pudo volver a lograr los éxitos conseguidos anteriormente. En la promoción de ascenso le ganó al F.C. Núremberg en una serie de ida y vuelta que quedó fue un hito en la historia del club, ya que se terminaba una de las etapas más tristes en la historia del club.
En su primera temporada en primera luego del ascenso, el equipo iba a registrar una media de espectadores de 42,000 espectadores y marcar un récord en la época en lo que a promedio de espectadores se refiere, muy superior a equipos que peleaban el título. En el año 1978 iba a encajar la derrota más amplia en la historia de la Bundesliga al perder por 12-0 frente al Borussia Mönchengladbach.
Por estos años las mejores ubicaciones en la liga fueron el cuarto lugar del año 1987 y el sexto lugar obtenido en los años 1979-80 y 1981-82.
En el año 1986 juega la promoción para mantenerse en primera división y la gana luego de disputar un tercer partido de desempate frente al Fortuna Colonia, en ese partido el Dortmund se impuso por 8 a 0, en la eliminatoria de ida y vuelta habían empatado en el resultado global en tres goles.

### Época Dorada, la conquista de Europa y el mundo

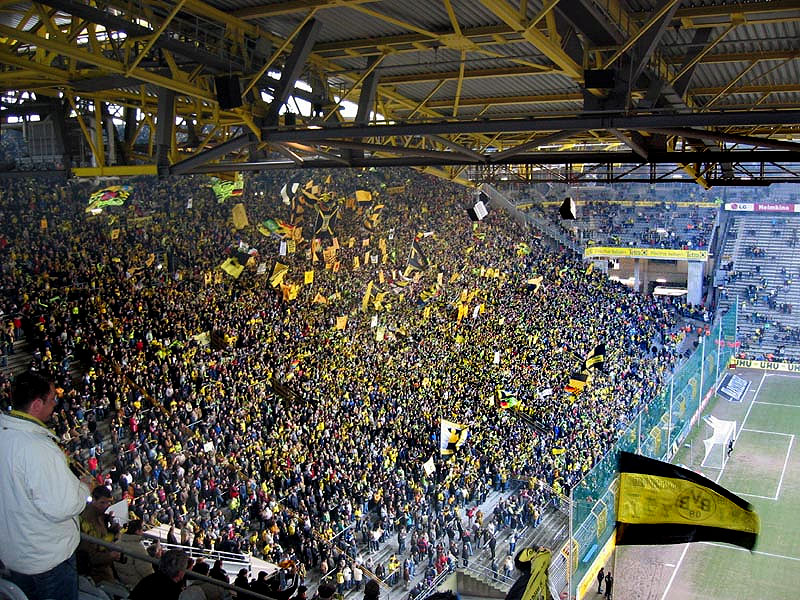
Aficionados del famoso Südtribüne en el Signal Iduna Park.

Luego de un periodo de sequía de títulos en 1989 obtienen la Copa de Alemania al vencer en la final disputada en el Estadio Olímpico de Berlín al Werder Bremen de Rehhagel y dan inicio a una buena época del club de Westfalia. Luego el club gana su primera Supercopa de Alemania al derrotar en la final al Bayern por 4 a 3 en el Fritz-Walter-Stadion.
En 1991 asume la dirección técnica del equipo el técnico que le va a dar forma al mejor equipo en la historia del club, con esto nos referimos al técnico Ottmar Hitzfeld.
En 1992 se coloca subcampeón de la Bundesliga por la diferencia de goles contra el campeón VfB Stuttgart, luego en las siguientes dos temporadas el equipo acaba ambas temporadas en la cuarta ubicación.
Hasta que en la temporada 1995-96, se consagró Deutscher Meister (Campeón Alemán), y además obtiene diversos trofeos a nivel nacional, entre los que se destacan las dos supercopas de Alemania conseguidas consecutivamente. En el año 1995 también llega a las semifinales de la Copa de la UEFA pero cae ante la Juventus.
Disputó en la temporada 1995-96 por primera vez la Liga de Campeones en su nuevo formato y nombre, llegando hasta los cuartos de final, en donde fueron eliminados por el Ajax Ámsterdam.
Con la base del equipo que había conseguido ganar 2 Bundesligas consecutivamente en 1997 el equipo llega a la cima del fútbol mundial a nivel de clubes al ganar la Liga de Campeones derrotando a la Juventus por 3 goles a 1. Los tantos fueron de Karl-Heinz Riedle por partida doble y de Lars Ricken, mientras que Del Piero anotó el descuento para I bianconeri. Fue una suerte de venganza para el BVB, que 4 años antes había perdido la final de la Liga Europea de UEFA ante le mismo rival por un global de 6-1.
En este equipo había jugadores de la talla de Andreas Möller, Stéphane Chapuisat, Matthias Sammer y Jürgen Kohler entre otros.
Con este triunfo el Dortmund fue el primer equipo alemán en ganar la Champions League, ya que el Bayern Múnich la había ganado en tres oportunidades en la década de 1970, lo mismo que el Hamburgo en 1983; pero bajo el formato de "Copa de Europa". Posteriormente, el Borussia gana la Copa Intercontinental de clubes el mismo año venciendo al Cruzeiro por 2-0 en el Estadio Olímpico de Tokio, y pierde la Supercopa de Europa frente al FC Barcelona. En la liga de aquel año acabó en la tercera posición. En el año siguiente el club llega hasta las semifinales de la Champions League pero quedan eliminados contra el Real Madrid CF a la postre campeón.
Por estos años era un participante asiduo de las competiciones internacionales. En el año 2000 se convirtió en el primer, y hasta ahora único club alemán, en cotizar en la bolsa de valores de Alemania y en ingresar al recién formado G-14 que reunía a los clubes más poderosos de Europa.

### Nuevo siglo, crisis y el resurgimiento
Después de este periodo tan exitoso el club consigue el tercer lugar en el año 2001, ganó la Bundesliga en el año 2002 después de remontar en las últimas jornadas la desventaja de puntos con respecto al Bayer Leverkusen, que había liderado toda la competición. Fue finalista de la Liga Europa de la UEFA en ese mismo año en la que perdió frente al Feyenoord Róterdam en los Países Bajos, después de vencer al A.C. Milán por un global de 5-3 en semifinales. Tras la derrota ante el Feyenoord desaprovechó otra vez la oportunidad de obtener esta copa y convertirse en el cuarto equipo en Europa que gana los tres grandes trofeos de la UEFA.
Al año siguiente se coloca en tercer lugar en la Bundesliga obteniendo un boleto para la ronda previa de la Liga de Campeones, y pierde la final de la Copa de la Liga de Alemania frente al Hamburgo.
En el 2005 una crisis existencial tocó fondo, e inclusive se pensó en declarar al club en bancarrota. Esta crisis, en la actualidad ha sido superada mediante unas reformas institucionales y económicas que tienen como principal objetivo priorizar la utilización de jugadores provenientes de la cantera y así no tener que comprar jugadores de otros clubes. El club cuenta con el promedio de espectadores más alto de Alemania y de Europa.
Recién en el 2008 el club vuelve a llegar a una final de copa alemana, pero pierde ante el Bayern Múnich en Berlín. El Borussia obtendría una mini revancha al derrotar al club de Múnich en la Supercopa del mismo año a la que accedió en calidad de subcampeón copero ya que el Bayern había obtenido el doblete aquel año.

### La influencia de Klopp. Vuelta a la élite

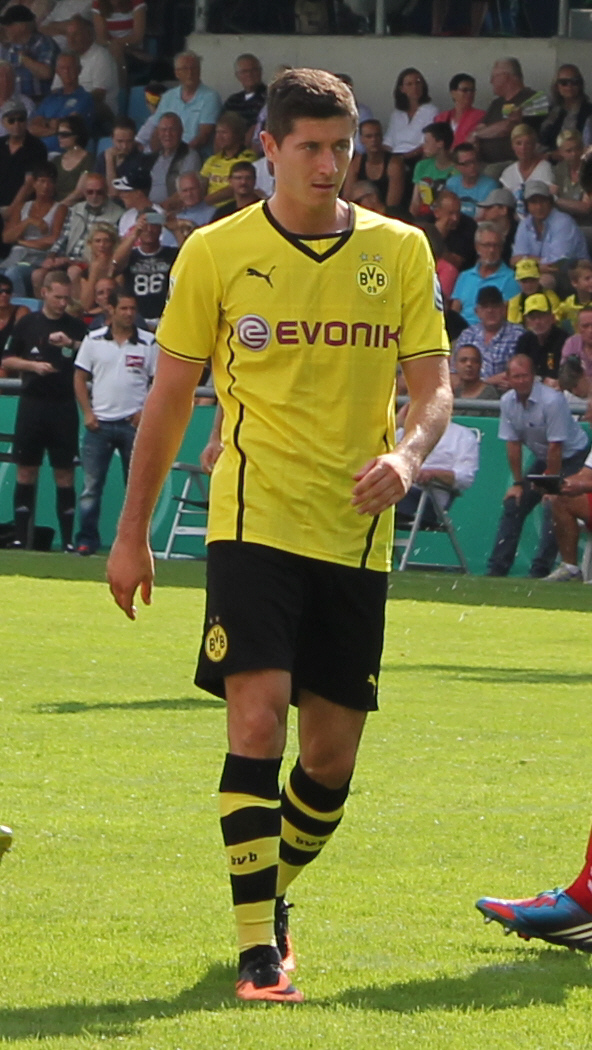
R. Lewandowski, Dortmund.

Con la llegada de Jürgen Klopp al banquillo del Signal Iduna Park las cosas empezaron a ir mejor para el club, ya que se logró la clasificación a la Liga Europa de la UEFA de la temporada 2009-10, al acabar en quinta posición en la liga. Hasta que en la temporada 2010-11, el Dortmund da la sorpresa y se proclama campeón de la Bundesliga nueve años después de su última liga, lo logró con un plantel muy joven que contaba con futbolistas destacados como Nuri Şahin, Mario Götze, Robert Lewandowski, Mats Hummels y Shinji Kagawa y que fue considerado como el que mejor jugaba al fútbol en Alemania. Con este título se terminaba una era de crisis y resultados mediocres, para retornar a la élite del fútbol alemán.
A comienzos de temporada el Dortmund obtiene su primer Liga Total Cup al derrotar al Hamburgo por 2-0 en el Opel Arena del Maguncia 05.
En la temporada 2011-12, el Borussia revalida el campeonato de la Bundesliga y también se lleva la Copa de Alemania obteniendo así el primer "doblete" de su historia. Marcó un récord en la historia de la Bundesliga al ser el campeón con más puntos de la historia al haber obtenido 81 puntos en 34 partidos. Con este logro se le permite llevar, desde la temporada 2012-13, dos estrellas de oro por encima del escudo por haber logrado su quinto campeonato de Bundesliga (octavo en total).
Comienza la temporada 2012-13 perdiendo la final de la Liga Total Cup ante el Werder Bremen y la Supercopa de Alemania ante el Bayern Múnich.
El 30 de abril de 2013 el club pasa a la final de la Champions League tras vencer al Real Madrid, en la ida ganaban 4-1 y en la vuelta perdían 2-0. El resultado global fue 4-3.
El 25 de mayo de 2013 jugó en la final de la Liga de Campeones contra el F.C. Bayern Múnich, con un resultado de 1-2. Un equipo que para muchos queda inmortalizado, al pasado de 10 años. Ha dejado una gran huella por jugadores como: Lewandowski, Götze, Reus, Hummels, Gündogan, Subotić, Weidenfeller, entre otros.
Comenzó la temporada 2013-14 con la victoria por 4-2 en la Supercopa ante el Bayern Múnich. A pesar de conseguir el mejor comienzo de su historia en Bundesliga, las lesiones y derrotas importantes le hicieron descolgarse demasiado pronto de la lucha por una Bundesliga en la que acabaría segundo. En la Liga de Campeones consiguió el primer puesto de su grupo, pero tras eliminar al Zenit en los octavos, no le valió el 2-0 contra el Real Madrid. Cayó en la prórroga de la final de la DFB-Pokal por 2-0 ante el Bayern Múnich. Se repitió el buen inicio de la temporada anterior con el 2-0 de la Supercopa al Bayern Múnich. Pero esta vez acabaría cayendo incluso antes en la clasificación de la Bundesliga, llegando al último puesto de la tabla a mitad de año. Sin embargo, consiguió repetir por tercer año consecutivo el primer puesto en la fase de grupos de la Liga de Campeones.
A lo largo de su historia ha sido elegido equipo alemán del año en los años 1957, 1995 y 2011, lo que lo convierte en el club que más veces ha obtenido este galardón y a su vez fue elegido también mejor equipo del mundo por la revista World Soccer Magazine en el año 1997.

#### Era posterior a Jürgen Klopp

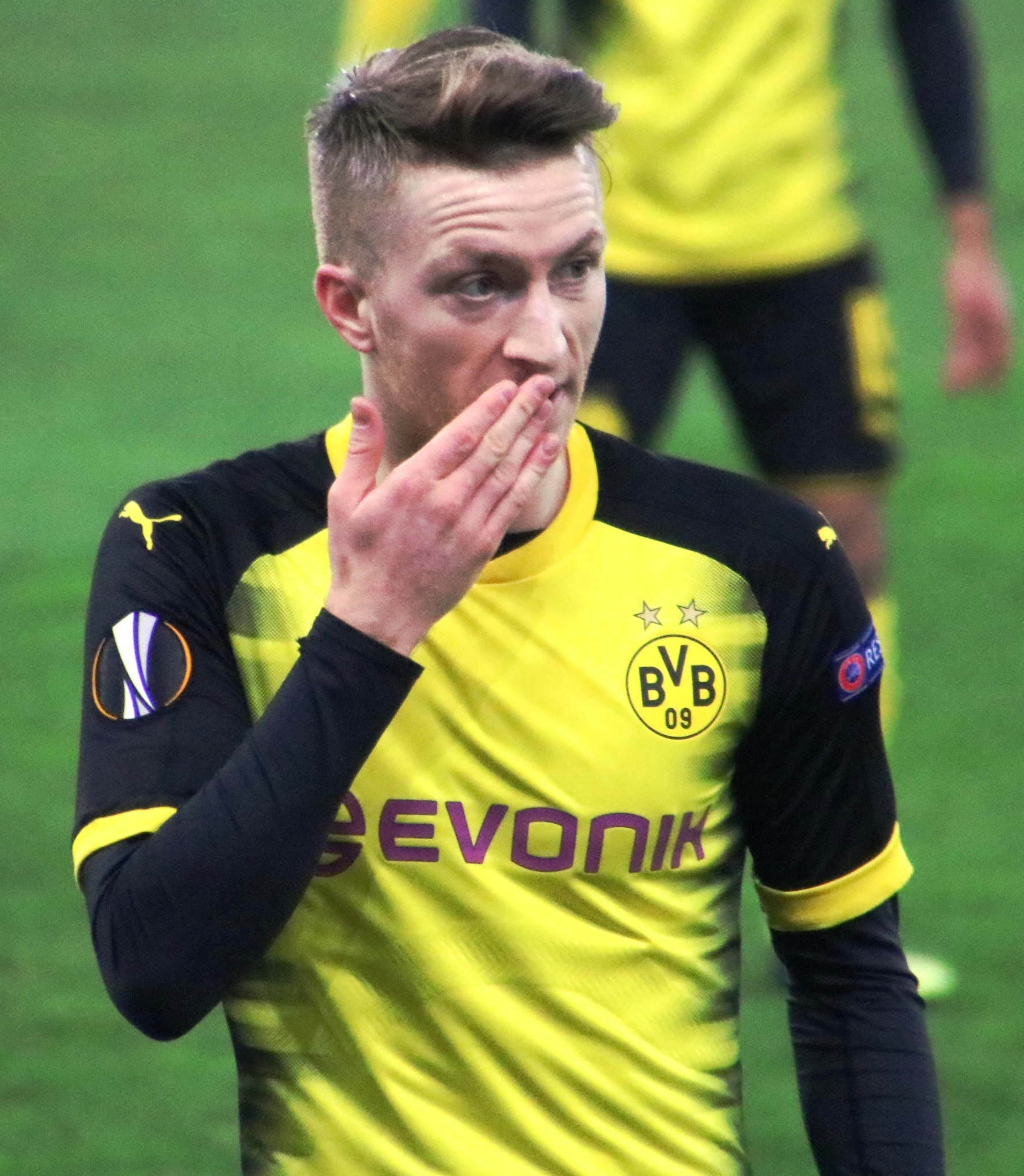
Marco Reus ídolo del Dortmund en Europa League.

En la temporada 2015-16, el Dortmund comenzó con un alto, ganando 4-0 al B.Mönchengladbach en la jornada inaugural, seguido de cinco victorias consecutivas que lo llevaron a la cima de la Bundesliga. Tras la octava jornada, el Bayern Múnich los superó tras un desafortunado empate con el Hoffenheim. El Dortmund mantuvo sus actuaciones, ganando 24 de 34 partidos de liga y convirtiéndose en el mejor subcampeón de la Bundesliga de todos los tiempos. En la Liga de Europa, avanzaron a cuartos de final, siendo eliminados por un Liverpool liderado por Jürgen Klopp en una espectacular remontada en Anfield, donde el defensa Lovren anotó un gol tardío para poner el 4-3 a los Rojos y el 5-4 en el marcador global. En la Copa de Alemania de 2015-16, el Dortmund llegó a la final de la competición por tercer año consecutivo, pero perdió ante el Bayern Múnich en los penales.
El 11 de abril de 2017, se produjeron tres explosiones cerca del autobús del equipo en su camino a un partido de la Liga de Campeones contra el A.S. Mónaco en el Signal Iduna Park. El defensor Marc Bartra resultó herido y trasladado al hospital. El Dortmund perdió el juego 2-3 ante el A.S. Mónaco. El entrenador del Dortmund, Thomas Tuchel, culpó de la derrota como resultado de una decisión ignorante de la UEFA. Sin embargo, la UEFA dijo que el equipo no puso ninguna objeción a jugar y que la decisión se tomó de conformidad con el club y la policía Alemana. En el partido de vuelta, el Dortmund perdió por 1-3, dejando el marcador global en 3-6, siendo eliminados de la Champions League de ese año. El 26 de abril, Dortmund derrotó al Bayern Múnich por 3-2 en Múnich llegando a la final de la DFB-Pokal, su cuarta final consecutiva y la quinta en seis temporadas. El 27 de mayo, el Dortmund ganó la DFB-Pokal 2017 por 2-1 ante el Eintracht Fráncfort y el gol ganador llegó de un penalti convertido por Emerick Aubameyang.
Antes de la temporada 2017-18, Tuchel dejó el cargo de entrenador, los directivos de Dortmund decidieron contratar a Peter Bosz como nuevo gerente y entrenador, aunque Bosz tuvo un comienzo récord en los primeros 7 juegos del equipo, lo que siguió fueron 20 juegos sin una victoria, después de lo cual fue relevado de su rol de personal. Peter Stöger fue anunciado como entrenador interino.
En la ventana de enero de esa temporada, el delantero estrella del Dortmund, Pierre-Emerick Aubameyang se convirtió en jugador del Arsenal F.C. de Inglaterra, y el central estrella Marc Bartra fue al Betis DB. Stöger compró a Manuel Akanji del F.C. Basel de Suiza por una tarifa de 21,5 millones de euros.
Stöger entrenó al Dortmund por el resto de la temporada, otorgándoles un cuarto puesto en la Bundesliga antes de dar el paso abajo al final de la temporada, en el verano de 2018, Dortmund nombró al exentrenador de OGC Niza, Lucien Favre, como su nuevo entrenador.
Después de una ventana de transferencia muy ocupada, al ver llegar ocho nuevos jugadores al club para el primer equipo, el Dortmund tuvo un gran desempeño, persiguiendo al Bayern Múnich por la carrera por el título hasta la última jornada, perdiendo por poco el título de liga por dos puntos y ganarle a Favre una extensión de contrato.
Se creó una serie documental de Prime Video de cuatro partes, aproximadamente en la misma temporada, llamada "Inside Borussia Dortmund". 
En la temporada 2019-20, Dortmund logró algunos fichajes de renombre con la intención de ganar el título de la Bundesliga, aunque ganaron la Supercopa de Alemania 2019, esta fue su única medalla de esta temporada. Después de una primera mitad de la temporada agitada, cambiaron sus tácticas e hicieron algunas transferencias más en la ventana de enero entre las cuales ficharon a la joven joya Erling Haaland del F.C. Salzburgo de Austria. Sin embargo, fueron eliminados tanto en la DFB-Pokal 2019-20 como en la Liga de Campeones. Debido a la pandemia del COVID-19, la temporada se detuvo abruptamente. Una vez que se produjo la reanudación, Dortmund lució mejor, pero sus actuaciones no fueron suficientes para evitar que el equipo dominante del Bayern Múnich se hiciera con el título de la Bundesliga.

## Símbolos

### Historia y evolución del escudo
El escudo de armas del club fue diseñado y utilizado por primera vez en la década de 1920. En los años 1976-1978, el escudo de armas contenía la cabeza de un león, el escudo de la marca de tabaco Samson de la empresa Theodorus Niemeijer, que se anunciaba en las camisetas del Dortmund durante ese tiempo.
A partir de 2012, el escudo del club se realza con dos estrellas de honor que simbolizan la obtención de un quinto título nacional (desde el formato actual de la Bundesliga que comenzó en la temporada 1963-64). Este sistema específico del campeonato alemán premia una estrella por tres títulos de liga, dos estrellas por cinco títulos, tres estrellas por diez títulos y cuatro estrellas por veinte títulos.
|              |
| (1945-1964). |

|              |
| (1964-1974). |

|                          |
| (1974-1976 y 1978-1993). |

|              |
| (1993-Act.). |

|              |
| (2012-Act.). |

## Indumentaria
- Marca deportiva actual: Puma.
- Uniforme titular: Camiseta amarilla, pantaloneta negra, medias rayadas amarillas y negras.
- Uniforme alternativo: Camiseta negra, pantaloneta amarilla, medias rayadas negras y amarillas.
- 3° uniforme: Camiseta blanca detalles amarillos, pantalón blanco y medias blancas con detalles amarillos.

| Primero | (Ver evolución) | Actual |

## Instalaciones

### Estadio
El Estadio del BV Borussia Dortmund es el Signal Iduna Park (antes llamado Westfalenstadion). Tiene capacidad para 81,365 espectadores, siendo el estadio más grande y de mayor aforo en Alemania y uno de los más grandes de Europa. Es considerado como un templo del fútbol por su belleza arquitectónica y por ser un estadio histórico donde se han vivido partidos memorables. El periódico inglés «The Times» ha nombrado al estadio del Borussia Dortmund como el mejor estadio de fútbol del mundo. Y está catalogado con el nivel de máxima categoría que la UEFA otorga a los estadios más modernos del Viejo Continente. La famosa Gelbe Wand - Südtribüne Dortmund (en español, Muro amarillo - Tribuna sur Dortmund) es la tribuna con plazas de pie con el aforo más grande de Europa dando sitio a 25.000 de los más fanáticos aficionados del club.
El Borussia Dortmund tiene el promedio de asistencia más alto de cualquier club de fútbol en el mundo.

### Stadion Rote Erde
El Stadion Rote Erde es un estadio con capacidad para 25.000 espectadores en el que disputa sus encuentros como local el filial del club, el Borussia Dortmund II. Fue también el estadio del primer equipo entre 1937 y 1974, fecha en la que se mudó al Westfalenstadion.

## Datos del club
Para los detalles estadísticos del club véase Estadísticas del Borussia Dortmund
- Puesto histórico: 2º[23]
- Temporadas en Bundesliga: 53.
- Mejor puesto en la liga: 1.º (8 veces).
- Mayor número de goles en una temporada: 82 (2015-16).
- Mayor goleada a favor: Borussia Dortmund 11 - 1 Arminia Bielefeld (1982-83).
- Mayor goleada en contra: Borussia Mönchengladbach 12 - 0 Borussia Dortmund (1978).
- Jugador con más partidos disputados: Michael Zorc (561 partidos oficiales).
- Jugador con más goles: Alfred Preißler (174 goles en competiciones oficiales)
- Equipo filial: Borussia Dortmund II.
- Socios: 159 000 (2019).[24]

### Otros datos
Borussia Dortmund está vinculado a varios récords de la Bundesliga:
- El jugador más joven en jugar un partido fue Youssoufa Moukoko del Borussia Dortmund (16 años y 1 día).[25]
- El 2° jugador más joven en marcar un gol en Bundesliga es Nuri Şahin del Borussia Dortmund (17 años y 82 días).[26]
- El 1 de septiembre de 1993, Borussia Dortmund y Dinamo Dresde obtuvieron un total de cinco tarjetas rojas entre los dos.[27]
- El Borussia Dortmund y el Bayern de Múnich tienen un récord de 15 amonestaciones (3 de Dortmund, 12 de Múnich), en un partido jugado el 7 de abril de 2001.[28]
- La mayor cantidad de penales en un partido es de cinco en un partido jugado entre el Mönchengladbach y Dortmund el 9 de noviembre de 1965.[29]
- El primer gol marcado por el Dortmund en la Bundesliga fue de Friedhelm Konietzka contra el Werder Bremen, sin embargo, el Werder Bremen ganó 3-2.[30]
- El 3.er jugador más joven de la historia en anotar un triplete en la Champions League es Erling Haaland.[31]

## Palmarés
El Borussia Dortmund es el segundo club más exitoso del fútbol alemán por haber ganado ocho campeonatos de ligas, cinco copas y seis supercopas, a nivel internacional Dortmund ha conquistado una Liga de Campeones, una Recopa de Europa, y una Copa Intercontinental. Los cinco campeonatos de Bundesliga del Dortmund dan derecho al club a exhibir dos estrellas de oro del Verdiente Meistervereine.
Nota: en negrita competiciones vigentes en la actualidad.

### Torneos nacionales (19)
| Competiciones nacionales          | Títulos                                                                 | Subcampeonatos                                                                                     |
| Bundesliga (8/11)                 | 1955-56, 1956-57, 1962-63, 1994-95, 1995-96, 2001-02, 2010-11, 2011-12. | 1948-49, 1960-61, 1965-66, 1991-92, 2012-13, 2013-14, 2015-16, 2018-19, 2019-20, 2021-22, 2022-23. |
| Copa de Alemania (5/5)            | 1964-65, 1988-89, 2011-12, 2016-17, 2020-21.                            | 1962-63, 2007-08, 2013-14, 2014-15, 2015-16.                                                       |
| Copa de la Liga de Alemania (0/1) |                                                                         | 2003.                                                                                              |
| Supercopa de Alemania (6/6)       | 1989, 1995, 1996, 2013, 2014, 2019.                                     | 2011, 2012, 2016, 2017, 2020, 2021.                                                                |
| --------------------------------- | ----------------------------------------------------------------------- | -------------------------------------------------------------------------------------------------- |

### Torneos Internacionales (3)
| Competiciones internacionales | Títulos  | Subcampeonatos    |
| Copa Intercontinental (1/0)   | 1997.    |                   |
| Liga de Campeones (1/2)       | 1996-97  | 2012-13, 2023-24. |
| Supercopa de Europa (0/1)     |          | 1997.             |
| Recopa de Europa (1/0)        | 1965-66. |                   |
| Liga Europea (0/2)            |          | 1992-93, 2001-02. |
| ----------------------------- | -------- | ----------------- |

### Palmarés oficial
| Títulos oficiales | Nacionales | Nacionales | Nacionales            | Nacionales | Europeos | Europeos | Europeos | Europeos | Europeos | Mundiales | Mundiales | Total |
| Títulos oficiales |            |            | SuperCopa de Alemania |            |          |          |          |          |          |           |           | Total |
| ----------------- | ---------- | ---------- | --------------------- | ---------- | -------- | -------- | -------- | -------- | -------- | --------- | --------- | ----- |
| Borussia Dortmund | 8          | 5          | 6                     | -          | 1        | -        | -        | -        | 1        | -         | 1         | 22    |
| Borussia Dortmund | Vigente    | Vigente    | Vigente               | Extinta    | Vigente  | Vigente  | Vigente  | Vigente  | Extinta  | Vigente   | Extinta   | 22    |

### Torneos regionales (21)
| Competiciones regionales                  | Títulos                             | Subcampeonatos |
| Campeonato de Alemania Occidental (6/1)   | 1948, 1949, 1950, 1953, 1956, 1957. | 1963           |
| Campeonato del Interior de Alemania (4)   | 1990, 1991, 1992, 1999.             |                |
| Copa de Alemania Occidental (2/1)         | 1963, 1965.                         | 1974           |
| Bezirksklasse Dortmund (1)                | 1936.                               |                |
| 1. Bezirksklasse Dortmund, Ruhrbezirk (1) | 1932.                               |                |
| 1. Kreisliga Dortmund-Herne (2)           | 1923, 1925.                         |                |
| A-Klasse Dortmund (1)                     | 1921.                               |                |
| B-Klasse Dortmund (1)                     | 1914.                               |                |
| C-Liga Dortmund (1)                       | 1912.                               |                |
| Liga De Westfalia (2)                     | 1947 (2T), 1983 (3T).               |                |
| ----------------------------------------- | ----------------------------------- | -------------- |

## Registros
Durante los más de ciento diez años de la entidad han vestido la camiseta del club destacados futbolistas. Entre ellos han jugado algunos de los considerados como los mejores jugadores de su época y de la historia del fútbol alemán. Los jugadores de nacionalidad brasileña son los más representados a excepción de los alemanes. En total, más de un centenar de jugadores extranjeros han defendido la camiseta amarilla desde que se legalizase la sociedad en 1909 y disputase su primer encuentro oficial en 1911.
Destacan en la historia «schwarzgelben» los jugadores que más años estuvieron bajo disciplina del club, el oriundo Michael Zorc con un total de diecisiete temporadas siendo además el jugador que más encuentros disputó como jugador del club con un total de 572. En cuanto al número de goles, el duisburgués Alfred Preißler encabeza la lista de goleadores históricos con 175 seguido por el actual jugador Marco Reus con 169. Cabe destacar a Dedê Santos como el extranjero con más partidos con la camiseta amarilla, con 398.
Entre los jugadores en activo en la actualidad del club Mats Hummels es el jugador que más partidos y temporadas acumula con 494 apariciones repartidas en trece temporadas.
| Máximos goleadores | Máximos goleadores  | Máximos goleadores | Más partidos disputados | Más partidos disputados | Más partidos disputados | Más temporadas disputadas | Más temporadas disputadas                                  | Más temporadas disputadas |
| ------------------ | ------------------- | ------------------ | ----------------------- | ----------------------- | ----------------------- | ------------------------- | ---------------------------------------------------------- | ------------------------- |
| 1.                 | Alfred Preißler     | 175 goles          | 1.                      | Michael Zorc            | 572 partidos            | 1.                        | Michael Zorc                                               | 17 años                   |
| 2.                 | Marco Reus          | 170 goles          | 2.                      | Mats Hummels            | 494 partidos            | 2.                        | Roman Weidenfeller                                         | 16 años                   |
| 3.                 | Michael Zorc        | 159 goles          | 3.                      | Roman Weidenfeller      | 453 partidos            | 3.                        | Dieter Kurrat / Lars Ricken / Marcel Schmelzer             | 14 años                   |
| 4..                | Manfred Burgsmüller | 158 goles          | 4.                      | Marco Reus              | 425 partidos            | 4.                        | Lothar Huber / Dedê Santos / Sebastian Kehl / Mats Hummels | 13 años                   |
| 5.                 | Lothar Emmerich     | 147 goles          | 5.                      | Stefan Reuter           | 421 partidos            | 5.                        | Alfred Preißler / Stefan Reuter / Günter Kutowski          | 12 años                   |
| Ver lista completa | Ver lista completa  | Ver lista completa | Ver lista completa      | Ver lista completa      | Ver lista completa      | Ver lista completa        | Ver lista completa                                         | Ver lista completa        |

Nota: En negrita los jugadores aún activos en el club.

## Estructura del club

### Organización y finanzas
Borussia Dortmund e.V. está representado por su junta directiva compuesta por el presidente Reinhard Rauball, su abogado y vicepresidente Gerd Pieper y el tesorero Reinhold Lunow.
El fútbol profesional en el Dortmund está dirigido por la organización filial Borussia Dortmund GmbH & Co KGaA. Este modelo corporativo tiene dos tipos de participantes: al menos un socio con responsabilidad ilimitada y al menos un socio con responsabilidad limitada. La inversión de este último se divide en acciones. El Borussia Dortmund GmbH es el socio con responsabilidad ilimitada y es responsable de la gestión y representación de Borussia Dortmund GmbH & Co KGaA. Borussia Dortmund GmbH es propiedad total del club deportivo Borussia Dortmund e.V. Esta estructura organizativa fue diseñada para garantizar que el club deportivo tenga el control total sobre el equipo profesional.
Las acciones del club se cotizaron en la bolsa de valores en octubre del 2000 y están incluidas en la «Norma General» de Deutsche Börse AG. El Borussia Dortmund GmbH & Co KGaA se ha convertido en el primer y hasta ahora único club deportivo que cotiza en la bolsa de valores Alemania.
El 5,53 % de Borussia Dortmund GmbH & Co KGaA es propiedad del club deportivo Borussia Dortmund e. V.; el 9,33 % es de Bernd Geske; y el 59,93 % son accionistas ampliamente distribuidos. Hans-Joachim Watzke es el director ejecutivo y Thomas Treß es el director de finanzas de GmbH & Co. KGaA. Michael Zorc, como director deportivo, es responsable del primer equipo, el cuerpo técnico y la sección juvenil, júnior y los ojeadores. El consejo de supervisión está formado, entre otros, por los políticos Werner Müller y Peer Steinbrück.
Borussia Dortmund e.V. y Borussia Dortmund GmbH & Co. Los indicadores económicos de KGaA revelan que el Dortmund generó ingresos de €305 millones (US$408 millones) desde septiembre de 2012 hasta agosto de 2013.
Según la Football Money League anual de Deloitte de 2015, el Dortmund generó ingresos de €262 millones durante la temporada 2013-14. Esta cifra excluye las tarifas de transferencia de jugadores, el IVA y otros impuestos relacionados con las ventas.

### Patrocinio
El principal socio publicitario de Dortmund y actual patrocinador de camisetas es Evonik. El principal proveedor de equipos ha sido Puma desde la temporada 2012-13, contrato ahora válido hasta 2028. El club anunció un acuerdo con Opel para ser el primer patrocinador de la temporada 2017-18. En 2020, el Dortmund comenzó a tener dos patrocinadores principales después de anunciar una asociación de cinco años con la empresa de telecomunicaciones 1 & 1 Ionos, marca que viste la camiseta durante los partidos de la Bundesliga.
Además, hay tres niveles diferentes de socios: BVBChampionPartner incluye, entre otros, Opel, Bwin y EA Sports; BVBPartner incluye, entre otros, MAN, Eurowings y Coca-Cola; y BVBProduktPartner incluye, entre otros, Westfalenhallen y TEDi.
Desde 2012, Brixental en los Alpes de Kitzbühel, Austria, también es patrocinador del Dortmund; además, la región alberga uno de los campos de entrenamiento de verano anuales.

### Dirección y junta directiva actual
Datos actualizados al 1 de enero de 2018:
| Borussia Dortmund GmbH & Co. KGaA. | Borussia Dortmund GmbH & Co. KGaA.                                        |
| Miembro                            | Posición                                                                  |
| ---------------------------------- | ------------------------------------------------------------------------- |

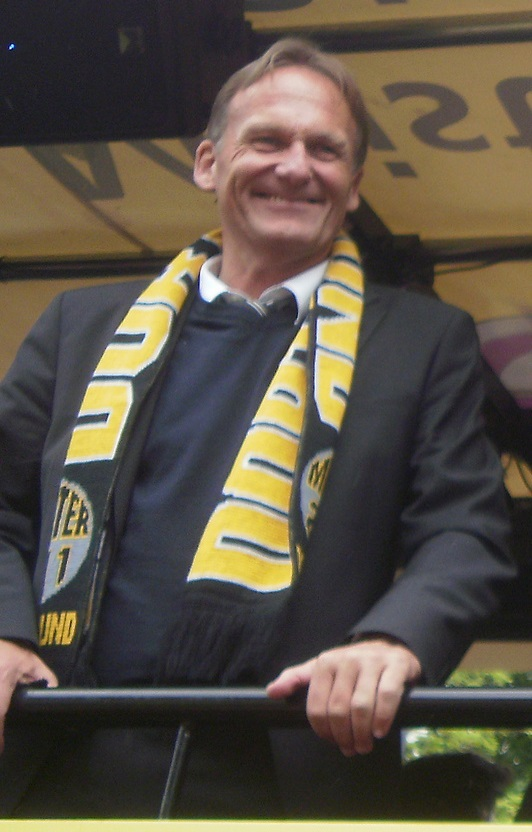
El Presidente, Hans-Joachim Watzke.

| Hans-Joachim Watzke                | Presidente diretor-gerente de deporte, comunicaciones y recursos humanos. |
| Thomas Treß                        | Director administrativo de organización, finanzas e instalaciones.        |
| Carsten Cramer                     | Director administrativo de Ventas, Marketing y Digitalización.            |
| Lars Ricken                        | Director deportivo.                                                       |
| Sascha Fligge                      | Director de comunicaciones.                                               |
| Reinhard Beck                      | Director de Recursos Humanos.                                             |
| Dr. Christian Hockenjos            | Director de la organización médica                                        |
| Marcus Knipping                    | Director de Finanzas e Instalaciones                                      |
| Consejo Fiscal                     |                                                                           |
| Miembro                            | Nota                                                                      |
| Gerd Pieper                        | Presidente del consejo                                                    |
| Dr. Werner Müller                  | Vicepresidente del consejo                                                |
| Bernd Geske                        | Principal accionista del Borussia Dortmund GmbH & Co. KGaA.               |
| Dr. Reinhold Lunow                 | Tesorero desde el 20 de noviembre de 2005                                 |

## Afición

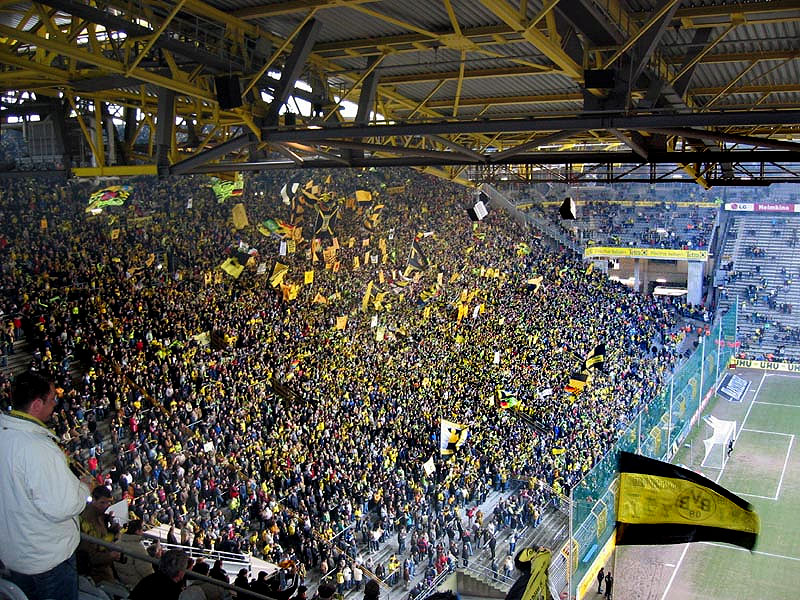
Afición del Dortmund.

En general, el Borussia Dortmund ha subido a lo más alto del ranking europeo en términos de asistencia desde 2003, con más de 80.000 espectadores de promedio.
Se registró un primer récord en el número de entradas durante la temporada 2007-08 con 50.000 entradas vendidas, situándose por delante de otros equipo alemanes, como Schalke 04 (43.935 abonados) y el Bayern Múnich (37.000 abonados). En 2012 y 2013, el club alcanzó un nivel aún más alto: más de 54.000 entradas vendidas.
En la temporada 2015-16 el BVB registró un récord de asistencia en el Signal Iduna Park con 1.948.880 espectadores. El récord más alto entonces era de 1.380.023 espectadores de la temporada 2015-16 (correspondiente a una asistencia media de 81.178).
El Borussia Dortmund registró la asistencia promedio más alta en Alemania y Europa dos temporadas seguidas, en 2012 con 80.551 espectadores y en 2013 con 80.520, por delante de clubes como Manchester United, Arsenal FC, Real Madrid o FC Barcelona. Durante las temporadas 2014-2015 y 2015-2016, el estadio del Borussia fue el de mayor concurrencia de Europa con una tasa de ocupación de casi el 100%.
En mayo de 2024, el Borussia Dortmund superó la marca de 200.000 miembros en su club de fanes, colocándose en la segunda posición de los clubes de fútbol más populares en Alemania detrás del Bayern de Múnich (316.000) y por delante de históricos como FC Schalke 04 (180.000), Eintracht Frankfurt (140.000), FC Colonia (132.439), VfB Stuttgart (100.000) y Hamburger SV (100.000).

## Rivalidades

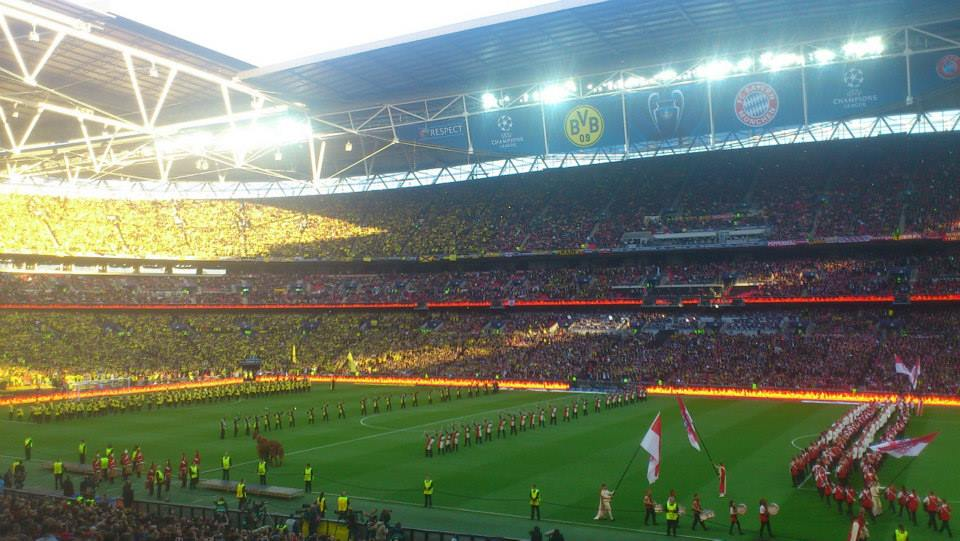
Borussia Dortmund vs Bayern de Múnich, en el partido conocido como «Der Klassiker», durante la final de la Liga de Campeones de la UEFA 2012-13 en Wembley.

Este club tiene una feroz rivalidad con el Bayern de Múnich, rivalidad que se acrecentó en la década de los 90's, y su máximo rival de toda la vida es Schalke 04, conocido en Dortmund de manera despectiva como "Scheiße 04".
Los primeros duelos entre el FC Schalke 04 y el Borussia Dortmund se remontan más de 80 años atrás. Los caminos de ambos clubes se cruzaron por primera vez el 3 de mayo de 1925, con victoria del Schalke por 4-2. La cosa no cambió demasiado en los años posteriores. En los primeros 17 enfrentamientos, los de Dortmund salieron derrotados en 16 ocasiones y sólo una vez lograron arañar un empate. Por lo tanto, el júbilo fue indescriptible cuando doblegaron por primera vez a su eterno rival 1-0 el 14 de noviembre de 1943. Incluso luego de la Guerra los hinchas de ambos equipos comenzaron a llamar a la ciudad de su rival "La Ciudad Prohibida".
La primera victoria del Borussia Dortmund llegó en una época en la que el conjunto "aurinegro" se había convertido en uno de los principales competidores de Schalke en la lucha por la supremacía del fútbol alemán y llegó a conquistar, entre otros éxitos, tres títulos de la Oberliga oeste.

### Rivalidad actual
Hoy en día la situación está equilibrada. En 2011 Borussia igualó los siete antiguos campeonatos de Schalke con su propio séptimo campeonato y los rivales se enfrentan a mismo nivel. La rivalidad se acentuó cuando ambos equipos ganaron en la misma temporada los dos trofeos más importantes de Europa, el Schalke ganó la Copa de la UEFA y el Borussia Dortmund dirigido por Ottmar Hitzfeld ganó la Liga de Campeones de la UEFA contra la Juventus en el Estadio Olímpico de Múnich por un resultado de 3-1 en el que el delantero alemán Karl-Heinz Riedle fue la principal figura del encuentro al anotarle 2 goles al equipo italiano. En esa temporada el Dortmund ganaba al Schalke por 2-1 a falta de un minuto, pero eso no terminó así, el arquero Lehmann definió el triunfo. En el 2002 el rival tuvieron que mirar de lejos el título alcanzado por el Borussia Dortmund que esta vez Lehmann se encontraba del lado de los aurinegro. Un encuentro en donde el Schalke tenía que ganar a falta de dos fechas para poder ganar la liga alemana, después de 49 años, se enfrentaron en el estadio del Borussia Dortmund. En un partido emocionante en donde los dos rivales al título del Schalke, los históricos VfB Stuttgart y el Werder Bremen perdían su respectivos partidos; pero Alexander Frei anotó un gol antes de irse al descanso y así su rival no logró el objetivo. El VfB Stuttgart pasó a ganar en el segundo tiempo y llegó el segundo del Dortmund cuando Christoph Metzelder disparó, el balón y lo encontró Euzebiusz Smolarek quien la mandó al fondo de las mallas para poner al Dortmund 2 goles arriba y el golpe al archirrival se había dado manteniendo la sequía de 62 años sin ganar títulos de liga.
Otra de las feroces rivalidades del Borussia Dortmund, es con el Borussia Mönchengladbach, debido a que ambos clubes se llaman Borussia, y los hinchas del Mönchengladbach siempre se han declarado el verdadero Borussia, donde desde 1995, todos sus duelos acaban en al menos un gol por partido, la última vez que este duelo terminó en 0-0 fue en la temporada 93/94, además del oscuro incidente que tiene el Borussia Dortmund de tener la peor goleada frente al Borussia Mönchengladbach del 12-0 en la última jornada de la temporada 77/78, sin embargo la goleada del Borussia Mönchengladbach le supo agridulce pues el otro acérrimo rival del Borussia Mönchengladbach, el FC Colonia terminó campeón en dicha temporada.
El Borussia Dortmund posee una amistad con el histórico Werder Bremen, debido a esto ha sido vinculado con una rivalidad con el Hamburgo en la década de los 80's misma que aumentó con los años. Así mismo, los hinchas del Bayern con el paso de los años han declarado al Dortmund como su máximo rival debido al antecedente de la mencionada Liga de Campeones que ganó el Dortmund en 1997, pues dicho año, para muchos nació el clásico de Alemania.

## Secciones deportivas

### Borussia Dortmund (Balonmano)
El Borussia Dortmund tiene una sección femenina de balonmano que compite en la Handball-Bundesliga Frauen desde la temporada 2015-2016, la máxima división de Alemania. El departamento fue fundado en 1909. La sección de balonmano femenino, a cuyo cargo está el técnico André Fuhr.

### Borussia Dortmund (Tenis de mesa)
El departamento actualmente se desempeña en la 2° Bundesliga de tenis de mesa.

## Categorías inferiores

### Borussia Dortmund II
Uno de los departamentos es el Borussia Dortmund II, que sirve principalmente de base para probar jugadores prometedores antes de ser promovidos para el equipo principal. Actualmente milita en la 3. Liga, la tercera liga de fútbol más importante del país.

### Borussia Dortmund Juvenil
En las categorías menores, el equipo juvenil del Borussia ha producido una cierta cantidad de jugadores sobresalientes europeos, incluyendo a Mario Götze, Kevin Großkreutz, Marco Reus, y Marcel Schmelzer. El equipo sub-19 es dirigido por el Michael Skibbe, mientras que Sebastián Geppert dirige al equipo sub-17.

## Anexos
| Entidades relacionadas                                         | Datos estadísticos y trayectoria                                                                                           | Personalidades e historia                                                                                              | Infraestructuras                           |
| -------------------------------------------------------------- | --- | --- | ------------------------------------------ |
| - Borussia Dortmund (femenino) - Borussia Dortmund (balonmano) | - Estadísticas del Borussia Dortmund - Borussia Dortmund en competiciones internacionales - Palmarés del Borussia Dortmund | - Futbolistas del Borussia Dortmund - Entrenadores del Borussia Dortmund - Historia del uniforme del Borussia Dortmund | - Borussia Dortmund II - Signal Iduna Park |